# Gambas en gabardina

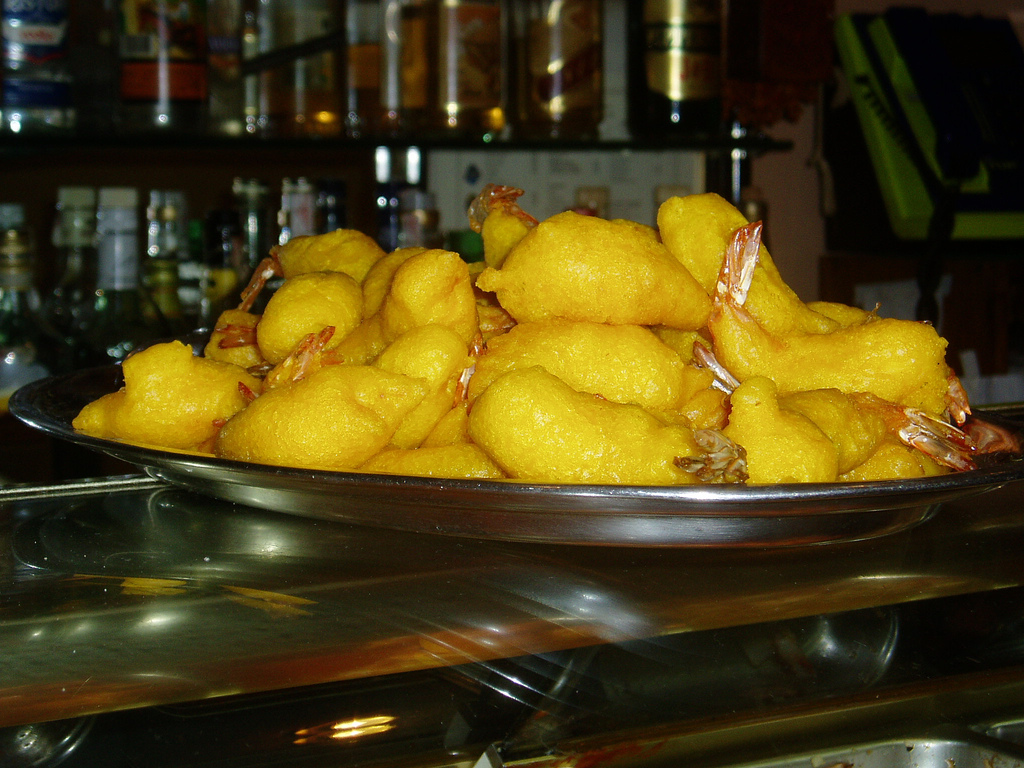
Ración de gambas a la gabardina.

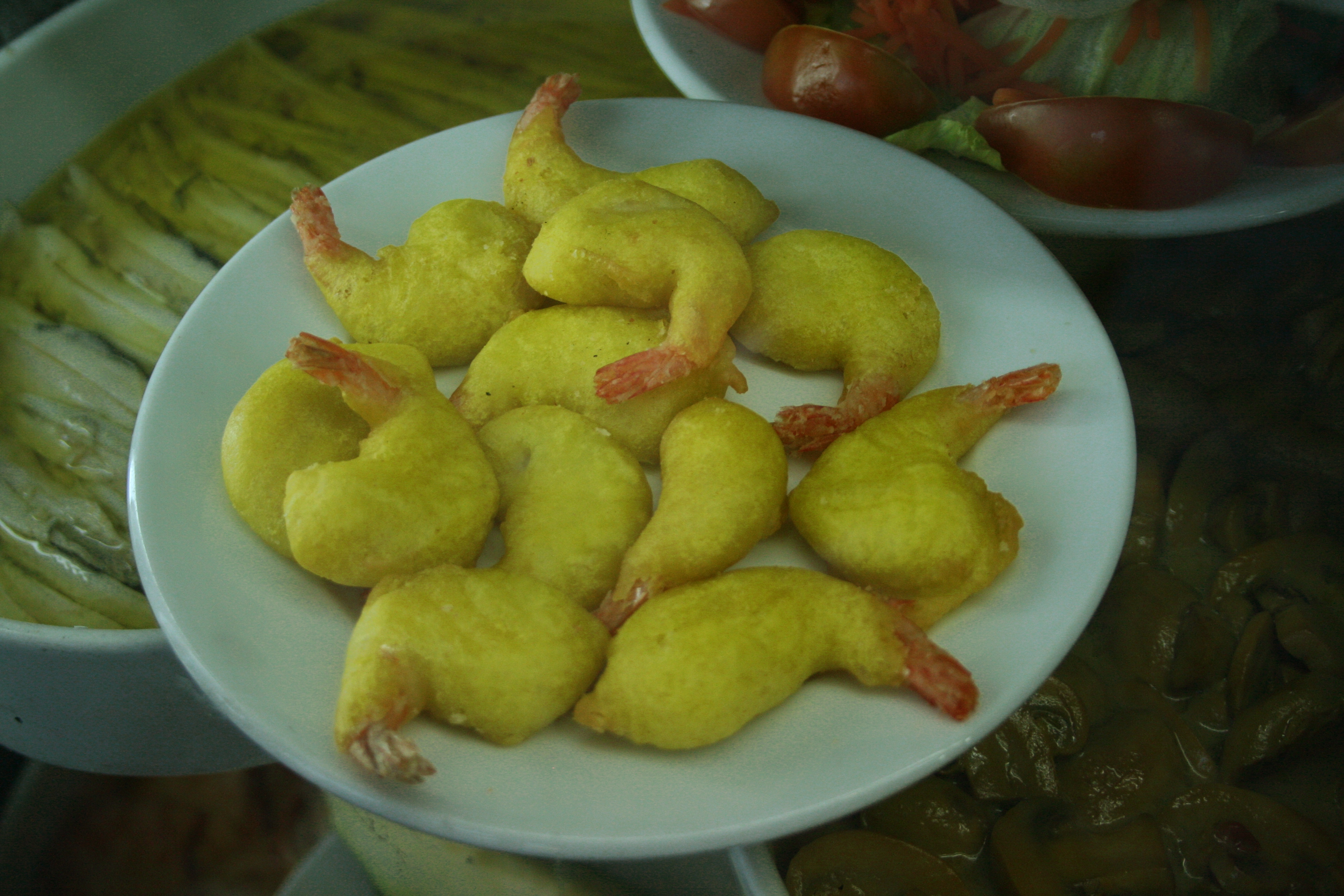
Preparación de gambas a la gabardina antes de ser fritas.

Las Gambas con gabardina es una tapa típica de los bares de cocina española que consiste en gambas revueltas en una masa de harina de trigo y maicena que posteriormente se fríen para que sean ingeridas en un plato a modo de ración. Suele dejarse una parte de la gamba fuera de la masa frita en aceite de oliva virgen hirviendo para que sea manejable por el comensal, la masa suele ser de color amarillo debido en parte al uso de colorantes o de azafrán. La denominación gabardina hace referencia a la masa con la que se recubren las gambas.

## Características
Por regla general se le quitan las cabezas a las gambas antes de ser rebozadas en la masa, dejando sólo el cuerpo y la cola con la piel. La cola se suele emplear como un elemento que ayuda al consumidor. Se sirve el plato recién frito, no conviene dejar esperar mucho tiempo. Suelen comerse con los dedos y no se emplea ningún cubierto.

## Caballitos murcianos

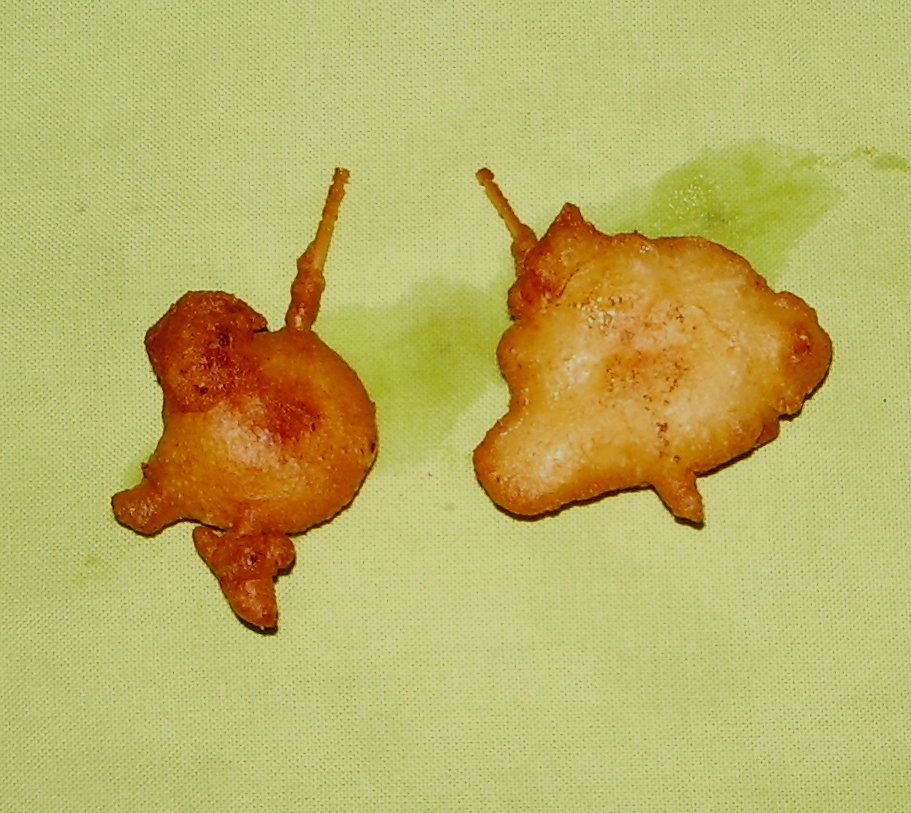
Caballitos murcianos.

Quizás se trate de la variante regional más conocida de esta receta. Lo que caracteriza a los caballitos murcianos es que, en lugar de utilizar agua para hacer la masa y maicena o levadura para que esta leude durante la fritura, se utiliza directamente cerveza, que cumple ambas funciones. Pueden servirse solos o con un palillo grande atravesando la gamba, y casi siempre vendrá acompañados de limón en lugar de salsas, para que el consumidor eche por encima la cantidad que estime oportuna. A veces se le añade colorante o pimentón (bastante valorado en la Región), lo que les da un color más anaranjado y característico. En algunos lugares de la Región de Murcia se hacía referencia a "Caballitos percherones" para referirse a estos rebozados cuando tenían un tamaño extra grande, aunque en la actualidad parece una práctica en desuso.